# Église Saint-Paul de Rouen
Pour les articles homonymes, voir Église Saint-Paul.
L’église Saint-Paul est une église néo-romane située au pied de la colline Sainte-Catherine, auprès du pont Mathilde, à Rouen.
Seuls les vestiges de l'ancienne église romane servant de sacristie et attenante à l'église actuelle font l’objet d’un classement au titre des monuments historiques depuis le 15 juin 1926. L'église est aujourd'hui fermée au culte et désaffectée depuis 2017.

## Historique

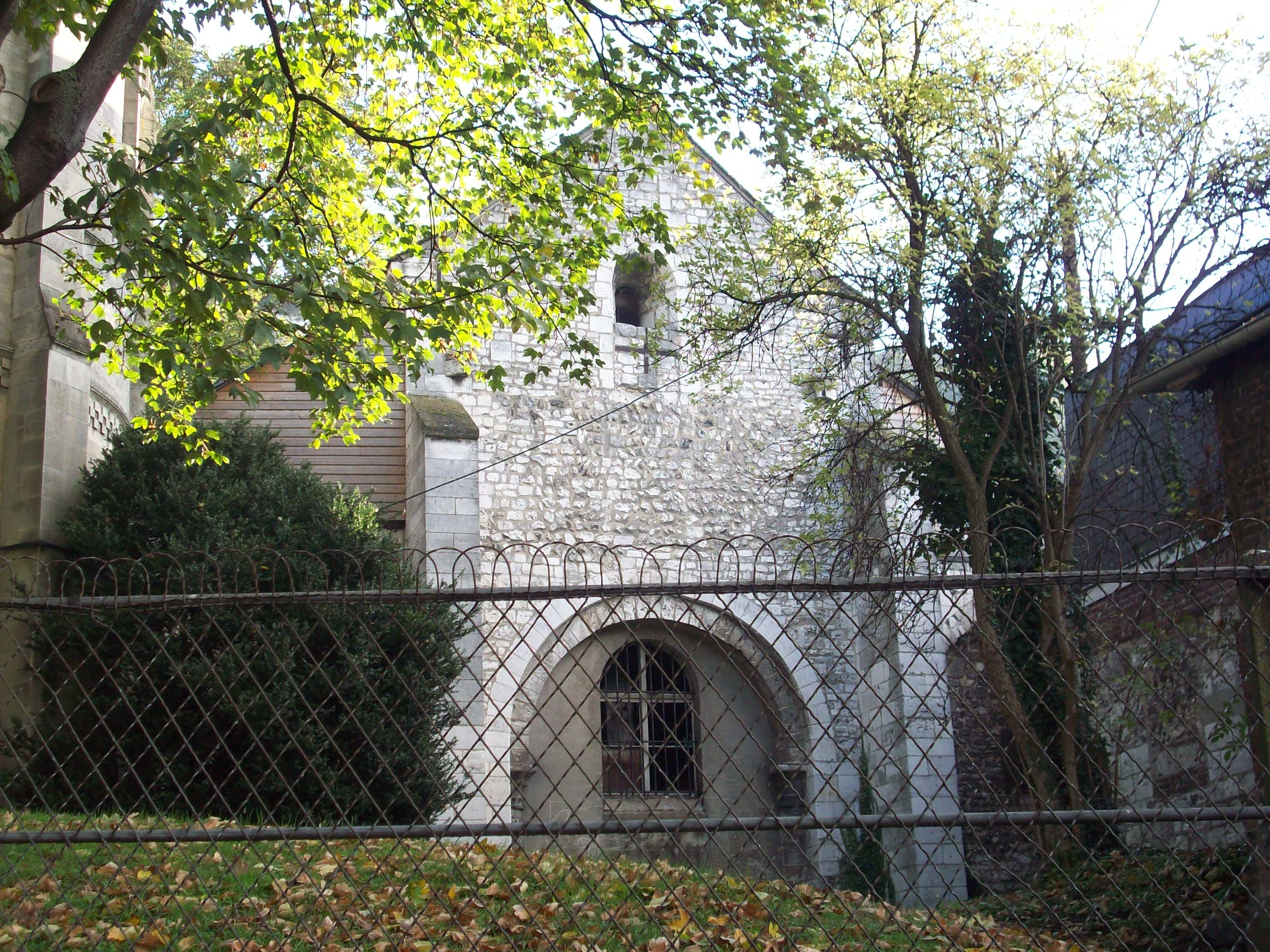
Sacristie de l'église, ancienne abside.

L’histoire de l’église Saint-Paul est très liée à celle du prieuré Saint-Paul. Vers 1070, un prieuré est érigé, faisant partie de l’exemption de Montivilliers. La première église est bâtie vers la fin du XIe siècle. Selon Farin, l’église se trouverait à l’emplacement d’un ancien temple dédié à Adonis, hypothèse considérée comme invraisemblable aujourd'hui. Elle était l’église paroissiale du faubourg d’Eauplet.
Lors du siège anglais de 1418-1419, l’église est en ruine, détruite par les Rouennais. Relevée dès 1438, elle est à nouveau dévastée par les Huguenots en 1562.
À la suite de la réforme de l’abbaye de Montivilliers en 1602 par Louise Ire de L’Hospital, les sœurs qui n’adhéraient pas à une règle trop sévère y furent envoyées.
L’église est agrandie en 1618.
Au milieu du XVIe siècle, des sources d’eau sont découvertes sur le site. D’abord exploitées par les religieuses, elles sont mises en ferme. En 1650, François Harlay de Champvallon ordonne à l’abbesse de Montivilliers de retirer ses sœurs, au profit de l’établissement d’un quartier lié au plaisir. Les moniales du prieuré sont rappelées à l’abbaye mère. L’église Saint-Paul devient à ce moment uniquement une église paroissiale. Les bâtiments et les jardins du prieuré sont loués de 1609 jusqu’en 1790, le premier de ses locataires est M. de Sens.
Fermée en 1793, l’église rouvre en 1802. L’église, telle qu’on peut la voir aujourd’hui est reconstruite de 1827 à 1829 dans un style néo-roman, par Charles-Félix Maillet du Boullay. Les deux clochers sont ajoutés de 1890 à 1894 par Marie-Eugène Barthélémy. L’abside romane conservée est convertie en sacristie.
La construction du pont Mathilde et de l’échangeur sépare encore davantage l’église de la ville. Aujourd’hui, l’église ne sert plus au culte et se trouve fermée au public. Les locaux qui abritaient les sœurs, après avoir été utilisés pour diverses activités, notamment industrielles, accueillent aujourd’hui un foyer pour jeunes travailleurs.
Le père Jacques Hamel, égorgé par deux terroristes islamistes dans son église de Saint-Étienne-du-Rouvray le 26 juillet 2016, déclaré Serviteur de Dieu, y fut enfant de chœur de 1936 à 1944.